# 畢拿山
畢拿山（英語：Mount Butler，又譯畢拉山）是香港的一座山峰，位於香港島東部，渣甸山與柏架山之間，海拔435米。山峰北部屬大潭郊野公園（鰂魚涌擴建部份），南部則屬大潭郊野公園範圍。該處在香港保衛戰期間，香港守軍加拿大溫尼伯營曾經與入侵香港的日軍第228聯隊爆發激戰，日軍攻佔香港後也在山頂附近挖掘防空洞。畢拿山亦曾經被開闢為石礦場。

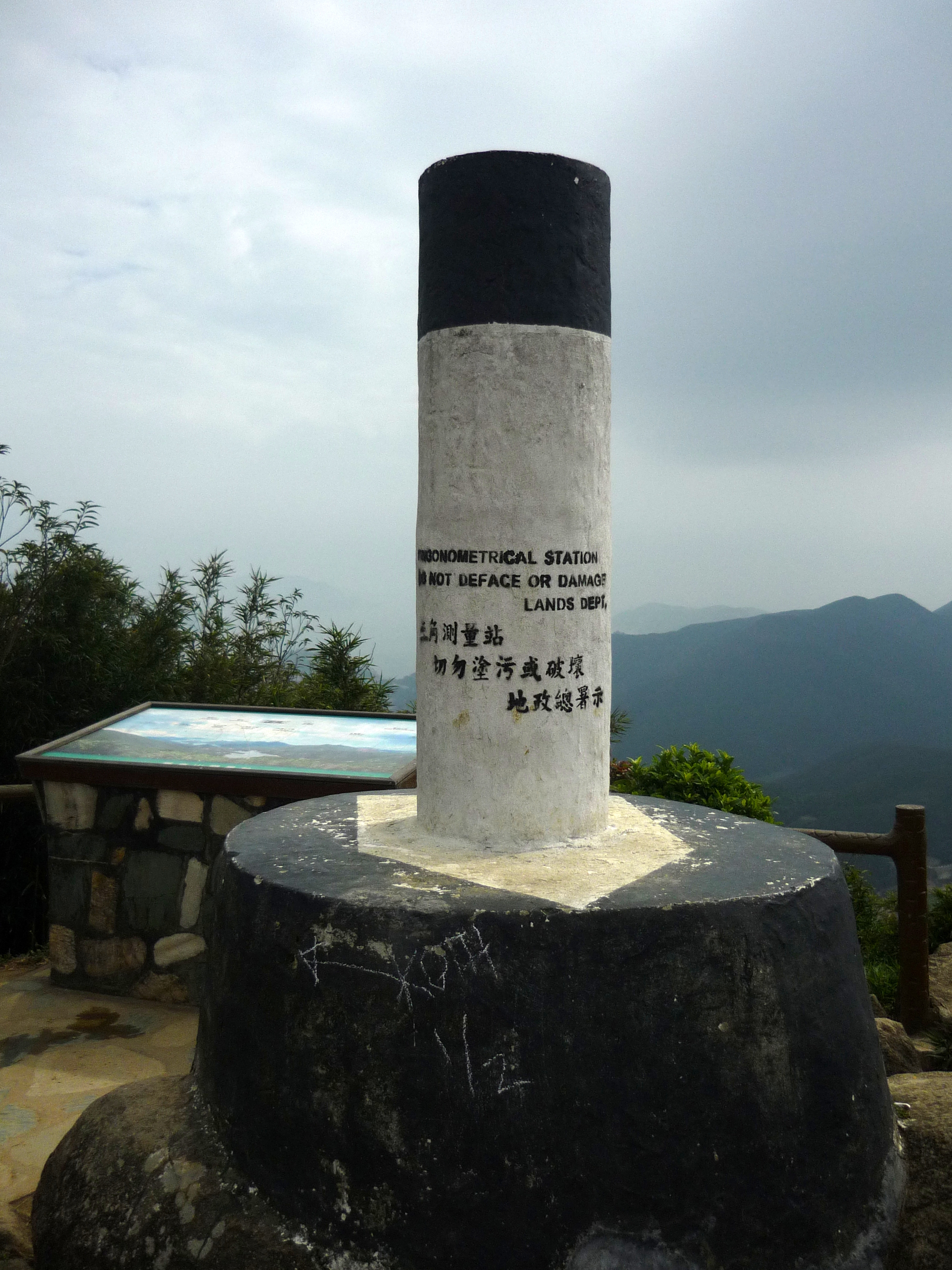
畢拿山上的三角測量站

## 著名地點

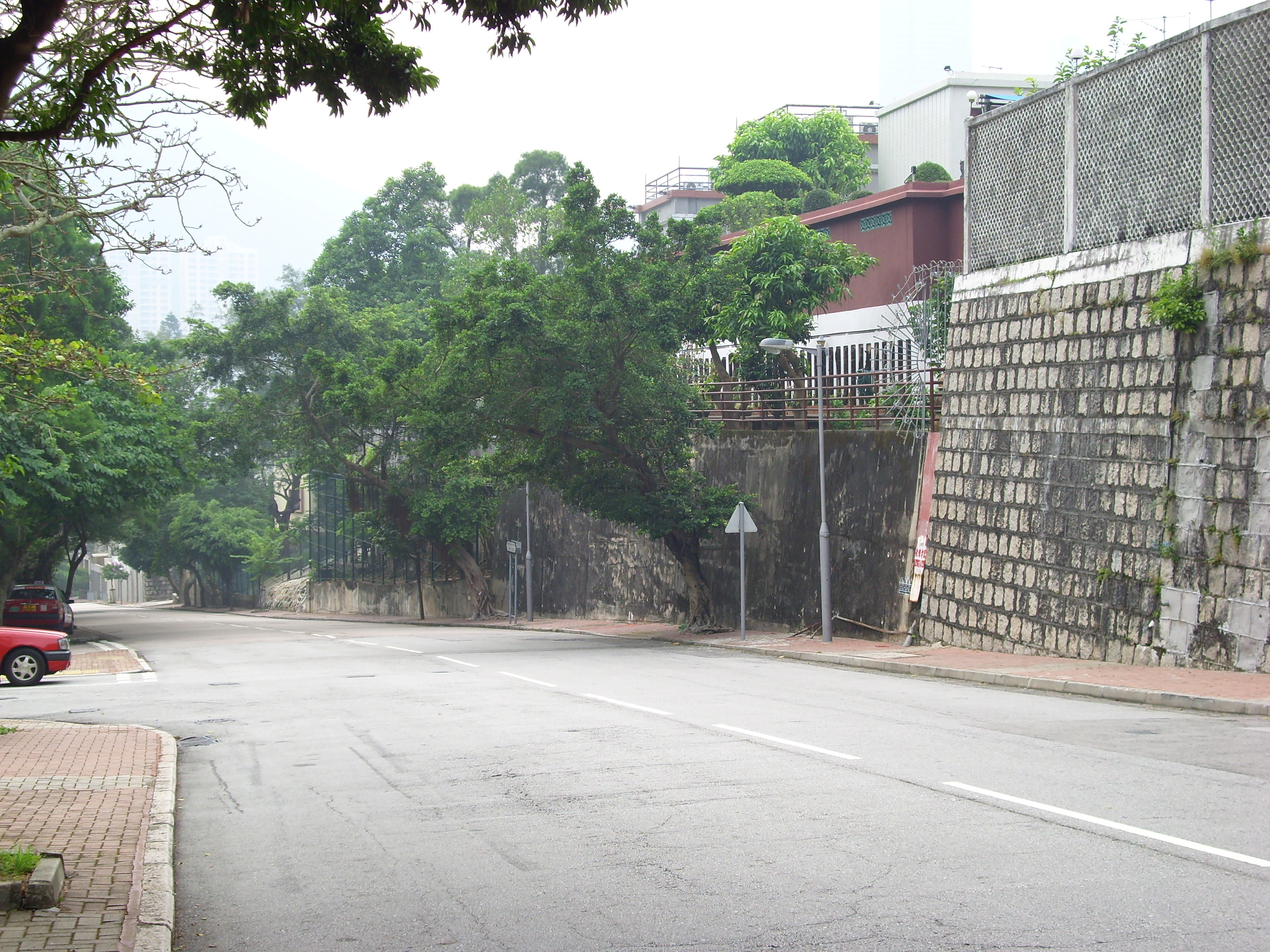
畢拉山道

- 畢拉山石礦場
- 畢拉山道
- 畢拉山徑

## 景觀
- 大潭水塘
- 紫羅蘭山
- 陽明山莊
- 太古城
- 筲箕灣避風塘
- 維多利亞港

## 外部連接
- 香港山峰龍虎榜